# Ерік Густафссон (хокеїст, 1992)
Ерік Густафссон (швед. Erik Gustafsson, нар. 14 березня 1992, Нинесгамн) — шведський хокеїст, захисник клубу НХЛ «Торонто Мейпл Ліфс». Гравець збірної команди Швеції.

## Ігрова кар'єра
Вихованець хокейного клубу «Нинесгамн». У 17-річному віці перейшов до молодіжної команди столичного клубу «Юргорден». Саме в складі стокгольмського клубу відіграв спочатку три сезони за молодіжний склад, а згодом дебютував і в основі.
2012 року був обраний на драфті НХЛ під 93-м загальним номером командою «Едмонтон Ойлерс». 
4 квітня 2013 Ерік перейшов до команди «Вестра Фрелунда».
30 квітня 2015 Густафссон укладає дворічний контракт з клубом НХЛ «Чикаго Блекгокс». Початок сезону 2015/16 проводить у фарм-клубі «Рокфорд АйсХогс», а наступний сезон повністю відіграв за цю команду. 9 січня 2018 Ерік знову з'являється в складі «чорних яструбів». 20 січня 2018 закидає першу шайбу в матчі проти «Нью-Йорк Айлендерс», в якому його команда зазнала поразки 3–7. 6 березня 2018 «Блекгокс» підписує з ним новий контракт ще на два роки.

## Збірна
У складі національної збірної Швеції провів 22 матчі.

## Статистика

### Клубні виступи
| Сезон        | Клуб                 | Ліга         | Регулярний сезон | Регулярний сезон | Регулярний сезон | Регулярний сезон | Регулярний сезон | Плей-оф | Плей-оф | Плей-оф | Плей-оф | Плей-оф |
| Сезон        | Клуб                 | Ліга         | І                | Г                | П                | О                | ШХ               | І       | Г       | П       | О       | ШХ      |
| ------------ | -------------------- | ------------ | ---------------- | ---------------- | ---------------- | ---------------- | ---------------- | ------- | ------- | ------- | ------- | ------- |
| 2009–10      | «Юргорден»           | J20          | 24               | 0                | 8                | 8                | 26               | —       | —       | —       | —       | —       |
| 2010–11      | «Юргорден»           | J20          | 38               | 2                | 21               | 23               | 104              | 4       | 0       | 1       | 1       | 6       |
| 2011–12      | «Юргорден»           | J20          | 21               | 3                | 11               | 14               | 14               | —       | —       | —       | —       | —       |
| 2011–12      | «Юргорден»           | Елітсерія    | 41               | 3                | 4                | 7                | 16               | —       | —       | —       | —       | —       |
| 2012–13      | «Юргорден»           | Аллсв        | 49               | 7                | 16               | 23               | 52               | 6       | 1       | 0       | 1       | 30      |
| 2013–14      | «Вестра Фрелунда»    | ШХЛ          | 50               | 2                | 18               | 20               | 16               | —       | —       | —       | —       | —       |
| 2014–15      | «Фрелунда»           | ШХЛ          | 55               | 4                | 25               | 29               | 22               | 12      | 1       | 2       | 3       | 31      |
| 2015–16      | «Рокфорд АйсХогс»    | АХЛ          | 27               | 3                | 8                | 11               | 38               | —       | —       | —       | —       | —       |
| 2015–16      | «Чикаго Блекгокс»    | НХЛ          | 41               | 0                | 14               | 14               | 4                | 5       | 0       | 1       | 1       | 0       |
| 2016–17      | «Рокфорд АйсХогс»    | АХЛ          | 68               | 5                | 25               | 30               | 40               | —       | —       | —       | —       | —       |
| 2017–18      | «Рокфорд АйсХогс»    | АХЛ          | 25               | 3                | 14               | 17               | 18               | —       | —       | —       | —       | —       |
| 2017–18      | «Чикаго Блекгокс»    | НХЛ          | 35               | 5                | 11               | 16               | 6                | —       | —       | —       | —       | —       |
| 2018–19      | «Чикаго Блекгокс»    | НХЛ          | 79               | 17               | 43               | 60               | 34               | —       | —       | —       | —       | —       |
| 2019–20      | «Чикаго Блекгокс»    | НХЛ          | 59               | 6                | 20               | 26               | 25               | —       | —       | —       | —       | —       |
| 2019–20      | «Калгарі Флеймс»     | НХЛ          | 7                | 0                | 3                | 3                | 2                | 10      | 0       | 4       | 4       | 2       |
| 2020–21      | «Філадельфія Флаєрс» | НХЛ          | 24               | 1                | 9                | 10               | 0                | —       | —       | —       | —       | —       |
| 2020–21      | «Монреаль Канадієнс» | НХЛ          | 5                | 0                | 2                | 2                | 0                | 16      | 1       | 2       | 3       | 0       |
| 2021–22      | «Чикаго Блекгокс»    | НХЛ          | 59               | 3                | 15               | 18               | 14               | —       | —       | —       | —       | —       |
| 2022–23      | «Вашингтон Кепіталс» | НХЛ          | 61               | 7                | 31               | 38               | 21               | —       | —       | —       | —       | —       |
| Усього в ШХЛ | Усього в ШХЛ         | Усього в ШХЛ | 146              | 9                | 47               | 56               | 54               | 12      | 1       | 2       | 3       | 31      |
| Усього в НХЛ | Усього в НХЛ         | Усього в НХЛ | 370              | 39               | 148              | 187              | 106              | 31      | 1       | 7       | 8       | 2       |

### Збірна
| Рік                | Команда            | Турнір             | Місце              | І  | Г | П  | О  | ШХ |
| ------------------ | ------------------ | ------------------ | ------------------ | -- | - | -- | -- | -- |
| 2016               | Швеція             | ЧС                 | 6-е                | 8  | 0 | 2  | 2  | 0  |
| 2018               | Швеція             | ЧС                 | 1                  | 6  | 0 | 1  | 1  | 2  |
| 2019               | Швеція             | ЧС                 | 5-е                | 8  | 2 | 2  | 4  | 2  |
| 2022               | Швеція             | ЧС                 | 6-е                | 8  | 0 | 7  | 7  | 4  |
| Національна збірна | Національна збірна | Національна збірна | Національна збірна | 30 | 2 | 12 | 14 | 8  |